# Anthony Kennedy
Anthony McLeod Kennedy (23 de Julho de 1936-) é um antigo Juiz Associado da Suprema Corte dos Estados Unidos da América, de 18 de Fevereiro de 1988 até 31 de julho de 2018, quando se aposentou.

## Vida
Advogado e jurista norte-americano que atuou como juiz associado da Suprema Corte dos Estados Unidos de 1988 até sua aposentadoria em 2018. Ele foi nomeado para o tribunal em 1987 pelo presidente Ronald Reagan, e empossado em 18 de fevereiro de 1988. Após a aposentadoria de Sandra Day O'Connor em 2006.
Nascido em Sacramento, Califórnia, Kennedy assumiu a prática jurídica de seu pai em Sacramento após se formar na Harvard Law School. Em 1975, o presidente Gerald Ford nomeou Kennedy para o Tribunal de Apelações do Nono Circuito dos Estados Unidos. Em novembro de 1987, após duas tentativas fracassadas de nomear um sucessor para o juiz associado Lewis F. Powell Jr., o presidente Reagan indicou Kennedy para a Suprema Corte. Kennedy obteve a confirmação unânime do Senado dos Estados Unidos em fevereiro de 1988. Após a morte de Antonin Scalia em fevereiro de 2016, Kennedy se tornou o juiz associado sênior do tribunal; ele permaneceu o juiz associado sênior até sua aposentadoria em julho de 2018. Kennedy se aposentou durante a presidência de Donald Trump e foi sucedido por seu ex-escrivão, Brett Kavanaugh.